# Elin Hilderbrand
Elin Hilderbrand, née  à Collegeville en Pennsylvanie, est une romancière américaine, autrice de nombreux romans d'amour.

## Biographie
Elin Hilderbrand est diplômée de l'université Johns-Hopkins. 
Elle enseigne ensuite l'écriture créative à l'Iowa Writers' Workshop de l'université de l'Iowa. En 1993, elle déménage sur l'île de Nantucket, au Massachusetts.
En 2000, elle publie Beach Club. Ce roman d'amour et les quinze suivants de l'auteur se déroulent à Nantucket et dans les environs.

## Œuvres

### Romans
- The Beach Club (2000) Publié en français sous le titre Beach Club, traduit par Isabelle St. Martin, Neuilly-sur-Seine, France, Éditions Michel Lafon, 2001, 364 p.  (ISBN 2-84098-697-3)
- Nantucket Nights (2002) Publié en français sous le titre Les Nuits de Nantucket, traduit par Isabelle St. Martin, Neuilly-sur-Seine, France, Éditions Michel Lafon, 2002, 281 p.  (ISBN 2-84098-820-8)
- Summer People (2004)
- The Blue Bistro (2006)
- The Love Season (2007)
- Barefoot (2008) Publié en français sous le titre Pieds nus, traduit par Carole Delporte, Paris, Éditions JC Lattès, 2009, 462 p.  (ISBN 978-2-7096-2913-3)
- A Summer Affair (2008]
- The Castaways (2009]
- The Island (2010) Publié en français sous le titre L’Été sauvage, traduit par Mathilde Bouhon, Paris, Éditions JC Lattès, 2011, 440 p.  (ISBN 978-2-7096-3571-4)
- Silver Girl (2011) Publié en français sous le titre L’Été de la deuxième chance, traduit par Carole Delporte, Paris, Éditions JC Lattès, 2012, 447 p.  (ISBN 978-2-7096-3829-6)
- Summerland (2012) Publié en français sous le titre Secret d’été, traduit par Carole Delporte et Sabine Boulongne, Paris, Éditions JC Lattès, 2013, 399 p.  (ISBN 978-2-7096-4382-5)
- Beautiful Day (2014) Publié en français sous le titre Un si beau jour, traduit par Carole Delporte, Paris, Éditions JC Lattès, 2014, 364 p.  (ISBN 978-2-7096-4591-1)
- The Matchmaker (2014) Publié en français sous le titre L’Entremetteuse, traduit par Anne-Sophie Bigot, Paris, Éditions JC Lattès, 2015, 450 p.  (ISBN 978-2-7096-4856-1)
- The Rumor (2015) Publié en français sous le titre La rumeur, traduit par Perrine Chambon, Paris, Éditions JC Lattès, 2016, 371 p.  (ISBN 978-2-7096-5071-7)
- Here's To Us (2016) Publié en français sous le titre À nous, traduit par Perrine Chambon, Paris, Éditions JC Lattès, 2017, 411 p.  (ISBN 978-2-7096-5947-5)
- The Identicals (2017)
- The Perfect Couple (2018)

## Adaptation à l'écran
Le roman The Perfect Couple est adapté à l'écran avec la mini-série télévisée Un couple parfait, créée par Jenna Lamia et réalisée par Susanne Bier, dont la sortie est prévue pour le 5 septembre 2024 sur Netflix.